# 18734 Darboux
18734 Darboux è un asteroide della fascia principale. Scoperto nel 1998, presenta un'orbita caratterizzata da un semiasse maggiore pari a 2,6474329 UA e da un'eccentricità di 0,1146783, inclinata di 11,34388° rispetto all'eclittica.